# Amy Lowellová
Amy Lawrence Lowellová (9. února 1874, Brookline – 12. května 1925, Brookline) byla americká básnířka, představitelka imagismu. V roce 1926 posmrtně získala Pulitzerovu cenu za poezii. Ve svých básních často odmítala zalamování řádků, takže některé její texty jsou označovány za poetické prózy. Ona sama tomu říkala "polyfonní próza". Věnovala se též literární kritice.

## Život
Pocházela z velmi slavné a vlivné rodiny (jež patřila do skupiny elitních rodů, jimž se říkalo "bostonští brahmíni"). Jejím sourozencem byl mj. astronom Percival Lowell. Škola byla pro mladou Amy Lowellovou zdrojem značného zoufalství. Považovala se za "mužskou" a "ošklivou" a cítila se jako vyděděnec. Nikdy nenavštěvovala vysokou školu, protože její konzervativní rodina to považovala za nevhodné pro ženu. Tento nedostatek kompenzovala vášnivým čtením a téměř obsesivním sbíráním knih. Hodně také cestovala a v roce 1902 (ve věku 28 let) ji na cestě po Evropě uhranulo recitační vystoupení italské herečky Eleonory Duseové, po němž se Amy nadchla pro poezii. Sama ji ale začala psát později, hodně po třicítce, kolem roku 1910. Roku 1912 jí vyšla první sbírka, Dome of Many-Coloured Glass.
Lowellová byla lesba a v roce 1912 se seznámila s herečkou Adou Dwyer Russellovou, která se stala její milenkou. Russellová je námětem mnoha eroticky laděných básní Lowellové, zejména těch soustředěných ve sbírce Two Speak Together. Obě ženy společně odcestovaly roku 1913 do Anglie, kde se Lowellová setkala s Ezrou Poundem, který se okamžitě stal jejím hlavním inspiračním zdrojem. Díky němu se přihlásila ke směru zvanému imagismus, jehož byl Pound hlavním představitelem. Pound se ovšem stal také hlavním kritikem její práce. Tvrdil například, že Lowellová imagismus nepřijala, ale "unesla". Pound jí vyhrožoval žalobou za vydání třísvazkové série Some Imagist Poets a posměšně nazýval americké imagistické hnutí "amygistické". Rozhlašoval též, že Lowellová si koupila vliv v poezii za rodinné peníze. Ona zpupně reagovala tvrzením, že imagismus byl slabý předtím, než se ho chopila.
V Anglii se Lowellová seznámila s básnířkou Mercedes de Acosta, avšak pověsti o jejich milostném vztahu nebyly nikdy potvrzeny. Lowellová zemřela na krvácení do mozku ve věku 51 let a byla pohřbena na hřbitově Mount Auburn. Nedočkala se tak udělení Pulitzerovy ceny za sbírku What's O'Clock v roce 1926.
V letech po první světové válce byla Lowellová z velké části zapomenuta, ale ženské hnutí v 70. letech ji přivedlo zpět na světlo. Podle Heywooda Brouna se však sama Lowellová, navzdory svému lesbismu, o feminismus nezajímala.